# Giuseppe Malagodi
Giuseppe Malagodi (Cento, 6 settembre 1890 – Roma, 6 settembre 1968) è stato un pittore italiano.

## Biografia
Giuseppe Malagodi, proveniente da un'antica famiglia di proprietari terrieri della Bassa padana, era figlio di Sebastiano, operaio e artigiano, e di Elvira Formaglini che era nipote dello scultore Stefano Galletti, che fu l'autore del grande monumento in bronzo a Cavour. Nel 1894 il padre si trasferì a Roma, come capocantiere per i restauri di Castel Sant'Angelo, diretti dal generale Mariano Borgatti, un esperto di architettura militare e anch'egli di Cento. Sebastiano Malagodi con la famiglia per un periodo ha abitato all'interno di Castel Sant'Angelo; la famiglia poi ha preso dimora in via Laurina, accanto allo studio di Stefano Galletti, quindi si è trasferita in via Barletta e poi in via Caio Mario.

### Gli anni della formazione
Giuseppe Malagodi studiò figura disegno e pittura all'Istituto di Belle Arti - in via di Ripetta - e si diplomò nel 1910, con abilitazione all'insegnamento del disegno nelle scuole medie. Nel 1912, alla morte del padre, dovette provvedere ai quattro fratelli più piccoli: Ugo, Irene, Olimpia e Pietro. Trovò lavoro come disegnatore presso l'Ing. Aristide Leonori, che la Chiesa Cattolica ha proclamato Beato.
Frequentava critici d'arte, scultori e pittori: l'architetto Giovanni Broglio, il pittore Cipriano Efisio Oppo, il pittore Attilio Pratella, il pittore Amerigo Bartoli, lo scultore e pittore Publio Morbiducci, il pittore Francesco Trombadori e Giulio Tadolini che continuava la grande tradizione della scultura classica. Era presente, in compagnia di Broglio e di Oppo, alla famosa "Serata futurista" al Teatro Costanzi, il 21 febbraio 1913. Tra gli artisti appartenenti al gruppo dei XXV della campagna romana divenne amico di Filippo Anivitti - suo compagno d'armi nella Grande guerra - e di Raniero Aureli.
Per tenersi al corrente con le nuove mode culturali e artistiche, leggeva avidamente riviste innovative, come "La Voce", "Lacerba", "Valori Plastici", "Dedalo", "Pan", "La Ronda" e "Solaria". Il primo dipinto che conosciamo è del 1910: Loggione del Teatro Corea - un'arena per spettacoli che occupava l'interno della Tomba di Augusto.

### La Grande Guerra
Allo scoppio della guerra fu richiamato alle armi e assegnato al Genio. Sull'Altipiano dei Sette Comuni e in Valsugana ebbe il compito di disegnare trincee e di fotografare i luoghi. All'inizio era interventista, ma gli orrori di cui fu testimone e i pericoli corsi, insieme al fratello Pietro - che fu uno dei primi a passare il Piave - gli fecero cambiare idea. La passione per la fotografia viaggiava di pari passo con la sua attività di pittore: utilizzò, sotto le armi, una macchina assemblata da vari pezzi da suo fratello Ugo; poi ebbe una Kodak Retina, quindi una Leica.
Dopo la guerra si impiegò come disegnatore alla Società Generale Immobiliare, mantenendo lo studio di pittore in via Margutta 48, dove si recava ogni giorno, anche per poche ore.
Leggeva molto, in particolare pubblicazioni sugli impressionisti francesi e su Cézanne. Viaggiò in Italia, per carpire nuovi stimoli per la sua arte: Venezia, Chioggia, Napoli, dove rimase incantato dalla luminosità dell'aria. Alcuni suoi paesaggi sono malinconici e le sue nature morte presentano qualche affinità con Giorgio Morandi e con maestri della scuola romana, quali Mario Mafai, Fausto Pirandello e Giovanni Omiccioli
Partecipò a mostre Quadriennali nazionali di Roma: nel 1931 presentò alla 1ª Quadriennale d'Arte di Roma la tela I Novizi; alla 2ª, del 1935, inviò un Paesaggio; alla 3ª, del 1939, espose Grigio; alla 5ª, del 1948, presentò Piccolo caffè; alla 6ª, del 1951, espose Interno; alla 7ª, del 1955, fu presente con Il Circo.
Nel 1934 vinse un premio al concorso Pitture e Sculture sulla Guerra e sulla Vittoria, organizzato dalla regina Elena di Montenegro, con una tela di grandi dimensioni  - Salvataggio dell'Esercito Serbo - che si riferiva a un episodio dell'ottobre 1915, quando i Serbi in rotta, attraversate le montagne albanesi, arrivarono sulle coste adriatiche e furono trasportati dalla flotta italiana a Corfù. Il dipinto era un concerto di grigi, in cui emergevano i visi stravolti dei soldati, ammassati sulla riva e soccorsi da nostri marinai.

### Gli anni della maturità
Durante l'ultima guerra, per due inverni rimase nella Slovenia occupata, per seguire i lavori di un'iniziativa della Società Generale Immobiliare nel campo dell'agricoltura.
Nel dopoguerra si recava in Abruzzo e nella campagna laziale, alla ricerca della compostezza, semplice e austera, dell'Italia contadina. Malagodi ritraeva viuzze di paesi, interni delle case contadine, trattorie di campagna, attento ai particolari degli abiti e dei rustici arredi. La fotografia, di cui era un esperto, lo aiutava a fissare la scena che, iniziata all'aperto, egli rifiniva a studio. La sua pennellata era vigorosa e rapida, talvolta con effetti divisionistici, come nelle vedute di campi biondeggianti di spighe mature. Il tratto dei disegni era sintetico, espressivo, realistico. Di Malagodi rimangono molte fotografie: vita e lavoro dei contadini, campi con animali, ma anche avventori all'osteria, processioni per le vie di paese, bagnanti sulle spiagge laziali e saltimbanchi all'aperto.
Nel 1954, la sua prima mostra personale, presso la galleria romana dei fratelli Antonio ed Ettore Russo.
Morì il giorno del suo 78º compleanno. Una mostra retrospettiva si è tenuta alla Pinacoteca civica di Cento, nel 1995.

### Altre opere
- Mercato a Minturno, olio su tela, 39x39 cm, 1924
- Torvaianica, olio su tela, 40x116 cm, 1935 circa
- Natura morta con fichi d'india, olio su tela, 36x43 cm, 1930 circa
- Il pittore Filippo Anivitti che dipinge, olio su tavola, 23x18
- Sciatori a Terminillo, olio su tela, 1936 circa
- Interno con figure femminili, olio su tela, 49x40, 1954, (Galleria d'Arte Moderna Aroldo Bonzaghi, Cento)
- Posa della prima pietra dell'albergo Cavalieri-Hilton a Monte Mario, olio su tela, 60x75 cm, 1960 (datato)